# Stephen Carpenter
Stephen Carpenter (Sacramento, 3 agosto 1970) è un chitarrista statunitense, noto per essere uno dei membri fondatori dei Deftones.
Carpenter collabora inoltre ai progetto parallelo Kush, insieme ai Fear Factory e a B-Real dei Cypress Hill, e Sol Invicto, fondato con Richie Londres.

## Biografia
Prima di diventare un musicista affermato, Carpenter ha lavorato in un fast food di Sacramento. Carpenter stesso è colui che ha dato il nome ai Deftones, il cui termine nasce dalla fusione della parola "def", appartenente al gergo della cultura hip hop, con il suffisso "tones", presente nei nome di alcuni gruppi rock and roll degli anni cinquanta, come Del-tones o The Cleftones.
È ritenuto uno dei migliori chitarristi del genere nu metal, venendo inserito nel 2004 all'interno della lista dei 100 chitarristi metal migliori di sempre, stilata dalla rivista Guitar World.
Carpenter è inoltre un grande ascoltatore di musica heavy metal e in particolare di gruppi come Meshuggah e Fear Factory. I gruppi che più di tutti hanno influenzato il suo stile sono Metallica, Pantera, Faith No More e Black Sabbath. 
È inoltre un cospirazionista e terrapiattista. Durante il 2022 ha interrotto la propria attività dal vivo con i Deftones saltando parte del tour statunitense e quello europeo seguente in quanto non vaccinato contro il COVID-19, venendo sostituito temporaneamente da Lance Jackman.

## Discografia

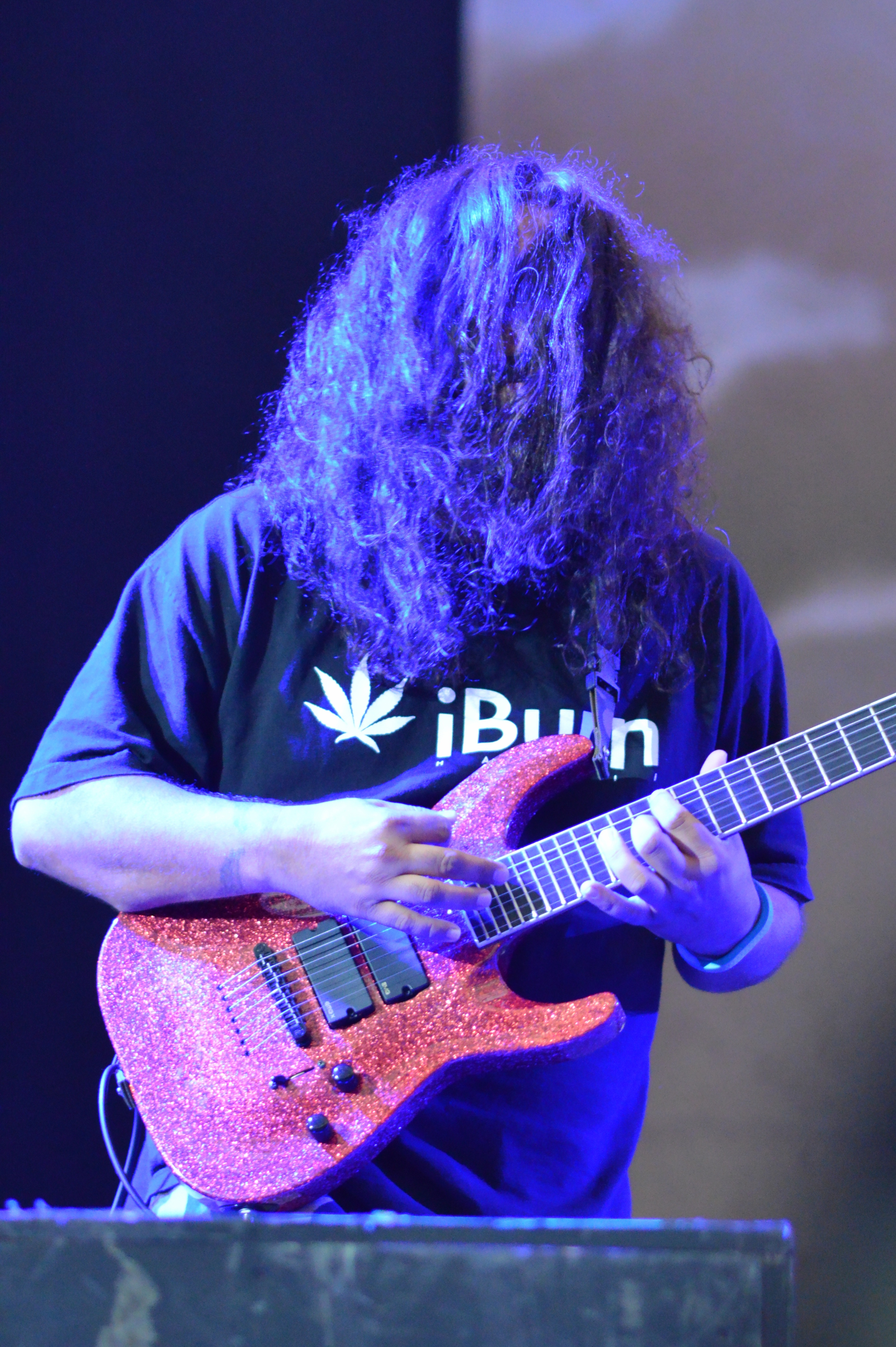
Stephen Carpenter nel 2013

### Con i Deftones
- 1995 – Adrenaline
- 1997 – Around the Fur
- 2000 – White Pony
- 2003 – Deftones
- 2006 – Saturday Night Wrist
- 2010 – Diamond Eyes
- 2012 – Koi no yokan
- 2016 – Gore
- 2020 – Ohms

### Con i Sol Invicto
- 2011 – Initium I
- 2013 – Initium II
- 2016 – Initium III